# Icterus melanopsis
El solibio o turpial cubano (Icterus melanopsis) es una especie de ave paseriforme de la familia Icteridae. Es endémico de la isla de Cuba.
El taxón fue agrupado anteriormente junto con el turpial de la Española (Icterus dominicensis), turpial de las Bahamas (Icterus northropi) y el turpial puertorriqueño (Icterus portoricensis) en una sola especie hasta que los cuatro fueron elevados a especies separadas en 2010.